# Grupo de Ingeniería del Conocimiento y Aprendizaje Automático
El grupo de Ingeniería del Conocimiento y Aprendizaje Automático (Knowledge Engineering and Machine Learning group (KEMLg)) es un grupo de investigación de la Universidad Politécnica de Cataluña (UPC) - BarcelonaTech activo en el área de la Inteligencia Artificial desde 1988 cuando fue fundado por el Prof. Ulises Cortés.
El objetivo principal de este grupo de investigación es el análisis, diseño, implementación y aplicación de diversas técnicas de Inteligencia Artificial, para apoyar la operación o el análisis del comportamiento de sistemas o dominios complejos del mundo real. La investigación se centra en el análisis, diseño, gestión o supervisión de estos dominios, como por ejemplo en el campo de la salud, en los procesos ambientales y los sistemas complejos, y en los sectores industrial y empresarial.
El grupo trabaja en el análisis y desarrollo de agentes inteligentes, la comprensión de la dinámica de la creación coaliciones, el análisis de la dinámica de las estructuras sociales, en la construcción de modelos formales de normas y contratos para el comercio electrónico, el diseño de procesos de flujo de información, razonamiento episódico, técnicas de argumentación, los métodos híbridos en estadística e inteligencia artificial, redes bayesianas, razonamiento basado en casos, los sistemas basados en el conocimiento, supervisados y no supervisados, técnicas de aprendizaje automático, la construcción de modelos conocimiento, el conocimiento representación, ontologías, redes sociales, web semántica, y los servicios web.
Una de sus principales áreas de aplicación y experiencia es en el desarrollo de Sistemas de Soporte a la Decisión en entornos Ambientales (EDSS) utilizando técnicas de Inteligencia Artificial. En particular, desde 1990 han trabajado en el área de las Plantas de Tratamiento de Aguas Residuales Urbanas (EDAR), y más específicamente en aquellas que tienen como base tecnológica los lodos activos.

## Líneas de Investigación
Sus principales líneas de investigación incluyen:
- Representación del conocimiento (knowledge representation), ontologías (Ontologies), la Web semántica(semantic Web) y los Servicios web (Web services);
- Sistemas Recomendadores (recommendation systems);
- Agentes Inteligentes (Software agents), instituciones electrónicas (electronic institutions) y Sistemas Multiagente (Multi-agent system);
- Sistemas inteligentes de Soporte a la Decisión (Intelligent decision support systems);
- Aprendizaje automático, Minería de datos (Machine learning)/(Knowledge discovery and Data Mining);
- Redes Bayesianas (Bayesian network);
- Razonamiento basado en casos (Case-based reasoning);
- Sistemas Basados en el Conocimiento (Knowledge-based systems);
- Adquisición del Conocimiento (Knowledge acquisition) y descubrimiento del conocimiento a partir del análisis estructural (Knowledge discovery);
- Simulación por computadora (Computer simulation) y modelos analíticos.
- Tecnologías de apoyo para los mayores (Assistive Technologies).

## Proyectos Actuales
Estos son los proyectos obtenidos por el grupo en las convocatorias de la Unión Europea:

## Proyectos Pasados
Estos son los proyectos Europeos y Nacionales en los que el grupo ha estado involucrado:
- FATE - El proyecto 'FAll DeTector for the Elderly' está enfocado en validar una solución innovadora y eficiente, basada en las TIC, dirigida a mejorar la calidad de vida de los mayores a través de una detección más precisa de las caídas que los ancianos pueden sufrir, tanto en el hogar como en el exterior. (CIP-ICT-PSP-2011-5-297178)
- IDONTFALL - El principal objetivo del proyecto es desplegar, dirigir y evaluar un conjunto de soluciones TIC para la detección de caídas y la gestión de su prevención, teniendo en consideración las necesidades de grupos objetivo concretos. (CIP-ICT-PSP-2011-5-297225)
- ASSAM - El proyecto va dirigido a compensar el declive físico y cognitivo de las capacidades en personas mayores, a través del desarrollo centrado en el usuario de asistentes a la navegación modulares para diferentes plataformas de movilidad: caminadores, sillas de ruedas, y triciclos, proveyendo movilidad y autonomía para el día a día. (AAL-2011-4-062)
- ENLACE - El proyecto se dirige a apoyar el diálogo bi-regional entre la UE y países de América Central, e incluye un conjunto de actividades para aumentar las relaciones entre investigadores de l UE y América Central a través de la organización de diálogos de Ciencia y Tecnología, para identificar prioridades de interés mutuo e incrementar el conocimiento sobre FP7 en América Central (INCO-NET 244468)
- SuperHUB - SuperHUB está dirigido a proveer un marco de nuevos servicios de movilidad para apoyar el uso integrado y eco-eficiente de sistemas de movilidad multi-modales in un entorno urbano. (ICT-FP7-289067)[1]
- MODSIMTex - Desarrollo de un sistema de configuración rápido para la maquinaria de producción textil basado en la simulación del comportamiento físico de estructuras textiles. (CP-FP 214181-2)[2]
- TexWIN - Inteligencia del trabajo textil por circuito cerrado de calidad del producto y del proceso en la industria textil (CP-FP 246193-2)

- RAISME - Este proyecto capacita a PYMEs tecnológicas que poseen habilidades en un mercado nicho, para construir y escalar rápidamente aplicaciones TIC innovadoras a través del uso colaborativo de tecnologías "mashup" y de computación en la nube (ICT-FP7-262469)[3]
- Alive - Coordinación, Organización y Enfoques dirigidos mediante Modelo para Software Dinámico, Flexible y Robusto, y Servicios de Ingeniería (FP7 215890)[4]
- Gesconda - Sistema inteligente de análisis de datos para la gestión del conocimiento en bases de datos medioambientales (TIC2000-1011)[5]
- Laboranova - Entorno de Colaboración para la innovación estratégica (IST-5-035262-IP)[6]
- SHARE-it - Ayuda a la autonomía humana para la recuperación y mejora de las habilidades cognitivas y motoras utilizando tecnologías de la información (FP6-045088)[7][8]
- Contract - Ingeniería de sistema para negocios electrónicos basado en contratos para aplicaciones de negocio multi-organizacionales robustas y verificables (FP6-034418)[9]
- Virtual European Parliament - Animar a los jóvenes ciudadanos europeos en el proceso de toma de decisiones mediante el uso de tecnologías móviles y Web 2.0 (EP-07-01-039)[10]
- Engage - Promoción de la cooperación TIC entre Europa y la región asiática del Pacífico (IST-015915)[11]
- Provenance - Capacitación y apoyo de tecnologías de procedencia (provenance) en "grids" para problemas complejos (IST-511085)[12]
- ASPIC - Plataforma de servicios de argumentación con componentes integrados (IST-002307)[13]
- @LIS TechNET - Red de tecnología avanzada de demostración para aplicaciones educativas y culturales en Europa y América Latina[14]
- EU-LAT - Aunando iniciativas de investigación IST entre la UE y América Latina para mejorar futuras cooperaciones (IST-2001-32792)[15]
- Agentcities.RTD - Banco de pruebas para red de agentes mundial: Investigación y desarrollo (IST-2000-28385)[16]
- Agentcities.NET - Banco de pruebas para red de agentes mundial[17]
- A-TEAM - Sistema de entrenamiento avanzado para gestión de emergencias[18]
- VIM - Multicomputadora virtual para aplicaciones simbólicas (ERBCHRXCT930401)[19]

## Redes
Estas son las redes de excelencia y redes temáticas a las que pertenece o ha pertenecido el grupo:
- ATICA - Red Española para el Avance y Transferencia de la Inteligencia Computacional Aplicada (TIN2011-14083-E)[20]
- Red Española de Minería de Datos y Aprendizaje Automático (TIC2002-11124-E)[21]
- KDNET - Red de Excelencia en Descubrimiento de Conocimiento (Knowledge Discovery Network of Excellence) (IST-2001-33086)[22]
- Gestión Integral de Cuencas Fluviales. Red temática (2003/XT/00045)
- Monitorización y Modelado como Herramientas de Soporte para la Mejora de la Calidad del Agua en Cataluña. Red temática (1999/XT/0037, 2001/XT/00030, 2003/XT/0069)
- MLNET, MLNET2 - Red de Excelencia en Aprendizaje Automático (Machine Learning Network of Excellence) (ESPRIT 29288)[23]
- AgentLink, AgentLink II, AgentLink III - Red de Excelencia para la Computación basada en Agentes (Network of Excellence for Agent-Based Computing) (IST-1999-29003)[24]
- Inteligencia Artificial en Cataluña. Red temática (1996/XT/0031)

## Premios
Esta es la lista de premios otorgados a antiguos y actuales miembros:
- Ulises Cortés es doctor honoris causa por la Universidad de Gerona. 2023
- Ulises Cortés  "Premio ESTYLF 2012". Reconocimiento a los 25 años de investigación en Fuzzy Logic.

- Cristina Urdiales: "CARMEN (Collaborative Autonomous Robot for Mobility ENhancement)". 2010 ECCAI Premio a la Mejor Disertación en Inteligencia Artificial.[25] También premiada con el Premio Fundación Vodafone España a la Mejor Tesis Doctoral en Accesibilidad TIC y Autonomía Personal (2012). Este premio fue otorgado durante la XXXII edición de los Premios en Ingeniería de Telecomunicación, organizado por el Colegio Oficial de Ingeniería en Telecomunicaciones. Director: Profesor Ulises Cortés

- Karina Gibert: Miembro electo de la Sociedad Internacional de Modelado y Software Medioambiental (iEMSs), 2007[26]

- Miquel Sánchez-Marrè:Miembro electo de la sociedad Internacional de Modelado y Software Medioambiental (iEMSs), 2005[26]

- Javier Vázquez-Salceda: "The Role of Norms and Electronic Institutions in Multi-agent Systems Applied To Complex Domains. The HARMONIA Framework". 2003 ECCAI Premio a la Mejor Disertación en Inteligencia Artificial.[27] Director: Profesor Ulises Cortés

- Jorge Rodas: "Knowledge Discovery in repeated and very short serial measures with a blocking factor". 2002 Premio Chihuahua. Directores: Dr. Karina Gibert & Dr. Emilio Rojo.

- Miquel Sánchez-Marrè: Accésit del premio Oms i de Prat 1991, otorgado por la Caja de Manresa, en el campo de las Ciencias Experimentales y Aplicadas por la Tesis de Mäster, titulada, DEPUR: an Application of Knowledge-Based Systems to Wastewater Treatment Plants Diagnosis (1991)

## Acreditaciones
- Grupo de Investigación Consolidado - AGAUR (2009SGR 1365).[28] Generalidad de Cataluña. De octubre de 2009 a octubre de 2012.
- Grupo de Investigación Consolidado - AGAUR (2005SGR 0001). Generalidad de Cataluña. De mayo de 2005 a mayo de 2008.

## Lista de miembros
- Prof. Ulises Cortés
- Dr. Esteve Almirall, también en ESADE
- Dr. Cristian Barrué
- Dr. Javier Béjar
- Prof. Karina Gibert,
- Dr. Mario Martín
- Dr. Miquel Sànchez i Marrè
- Dr. Ramon Sangüesa
- Dr. Cristina Urdiales, también en la Universidad de Málaga
- Dr. Javier Vázquez-Salceda, Jefe de grupo
- Dr. Sergio Álvarez-Napagao
- MSc. Dario García-Gasulla
- Dr. Ignasi Gómez

## Miembros anteriores
- Alex Abad
- Dr. Alejandro Agostini, ahora en el departamento de Computational Neuroscience de la Universidad de Gotinga
- MSc. Zeus Andrade Zaldívar
- Dr. Lluís A. Belanche
- MSc. Guiem Bosch
- Dr. David C. Cabanillas
- Dr. Luigi Ceccaroni, hasta 2014 Fundació Privada Barcelona Digital Centre Tecnològic
- Dr. Roberto Confalonieri, hasta 2013 Institut de Recherche en Informatique de Toulouse, IRIT
- Marc Font
- MSc. Patricia García
- Juan Manuel Gimeno, ahora en Universidad de Lérida
- Prof. Fco. Javier Larrosa
- Dr. Carlos D. Mérida,
- Alejandro Montes de Oca
- Prof. Toni Moreno, ahora en Universidad Rovira i Virgili
- Sonja Noss
- Dr. Juan Carlos Nieves, ahora en Umeö University
- Dr. Héctor F. Nuñez, ahora en Durango Institute of Technology
- Dr Fernando Orduña Cabrera en Instituto Tecnológico Superior de Cajeme
- Dr Fazilah Othman
- Dr. Josep M. Pujol, ahora en 3scale[29]
- MSc. Thania Rendón
- Dr. David Riaño, ahora en Universidad Rovira i Virgili
- Dr. Jorge Rodas, ahora en Universidad Autónoma de Ciudad Juárez
- Dr. Josep Roure
- MSc. Carolina Rubio, ahora en Hewlett-Packard
- MSc. Agustí Sancho
- Dr. Alfredo Simón, ahora en la CUJAE
- MSc. Miquel Sonsona
- Dr. Pancho Tolchinsky
- Alberto Vázquez Huerga
- Dr. Steven Willmott, ahora en 3scale[30]
- MSc. Luis Oliva
- Dr. Sofia Panagiotidi
- Dr. Beatriz Sevilla, ahora en la Universitat de Girona
- MSc. João Sousa
- MSc. Arturo Tejeda